# Ismaël Nabé
Pour les articles homonymes, voir Nabé.
Ismaël Nabé ou Ismaël  M'Fala Nabé né en 1981 en république de Guinée, est un ingénieur télécom et homme politique guinéen.
Il est le Ministre du Plan et de la Coopération internationale au sein du Gouvernement Bah Oury depuis le 13 mars 2024.

## Biographie
Ismaël Nabé né en 1981 en Guinée, il a fait ses études préuniversitaire et universitaire en Guinée, avant de se rendre pour ses études supérieures à l’Université islamique internationale de Malaisie (en) et à l’Université de Malaisie d'où il est titulaire de diplôme d'ingénieur en télécommunication.

## Parcours professionnel
Ismael Nabé est vice-président et cofondateur de la Malaysia Africa Professional and Entrepreneurs, membre du conseil consultatif de Pereira International, ambassadeur du World Startup festival pour l’Afrique et deuxième vice-présidente des confédérations africaines des TPE-PME.
Il est conférencier principal et panéliste régulier dans de nombreuses conférences mondiales de premier plan telles que le Sommet mondial des gouvernements (EAU), MEDEF, Guinea Investment Forum – GUIF, Dubai Expo 2020 (UAE), la Foire industrielle de Guinée, Smart Africa (Rwanda), Youth African. Connect (Rwanda), Langkawi International Dialogue (Malaisie et Tanzanie), Forum économique islamique mondial (Indonésie), Africa Business Day (Malaisie) et TICAD (Japon).
Il travaille en étroite collaboration avec les principales banques et institutions financières du monde entier, telles que la Banque africaine de développement, Ecowest Bank for Investment and Development (EBID), BPI France, UK Finance Export (UKEF), la Banque islamique de développement (BID), India Exim Bank et Banque Afrixim, …
Le 9 juillet 2020, il est nommé conseiller à la primature charger du partenariat public privé auprès de l'Asie sous magistrature de Ibrahima Kassory Fofana, il entretient des relations étroites avec Tun Daim Zainuddin (en), conseiller principal du gouvernement malaisien, fondateur de la banque ICB et ancien ministre des Finances de la Malaisie.
Le 13 mars 2024, Ismaël Nabé accède par décret à la fonction du Ministre du Plan et de la Coopération internationale, en remplacement de Rose Pola Pricemou.